# Bibliografia
La bibliografia (termine mutuato dal greco βιβλιογραφία, composto di βιβλίον, biblìon, "libro", e γράφω, gràpho, "io scrivo", che però aveva il significato di "(tra)scrizione di libri", diverso da quello moderno di "libro sui libri") enumerativa (o sistematica) si può intendere:
- l'elenco di libri, saggi, riviste, articoli su un particolare argomento o su uno specifico autore;
- l'elenco di pubblicazioni usate e citate nella stesura specialmente di un saggio, di un articolo, di un libro;
- la scienza che studia la catalogazione sistematica dei libri[3].

Invece la bibliografia definita analitica o critica, altrimenti detta bibliologia, si occupa degli aspetti fisici dei singoli libri come caratteri, impaginazione, carta, eccetera.

## Storia

### Le origini del termine
Il termine bibliografia venne impiegato per la prima volta nel 1633 da Gabriel Naudé col valore di descrizione di libri nella sua Bibliographia politica; in tempi precedenti questo significato era infatti tradizionalmente inscritto nel termine bibliotheca, inteso come descrizione e anche come raccolta fisica di libri. Nel XVII secolo la proposta dello scrittore e bibliotecario parigino trovò conferma nella Bibliographia parisina e nella Bibliographia gallica di Louis Jacob de Saint Charles.
La diffusione del commercio e dell'antiquariato nel XVIII secolo favorì la precisazione dei significati del termine: secondo un'esigenza determinata dalla rarità di alcune copie stampate, la bibliografia da disciplina destinata alla descrizione esatta dei libri, delle edizioni e dei luoghi di stampa, divenne una vera e propria scienza che considera il libro, nella sua entità fisica, come un preciso oggetto di studio. Nel XIX secolo l'evoluzione tecnologica delle tecniche di stampa favorì la crescita della produzione editoriale e lo sviluppo della bibliografia.

## Classificazione
Fonte: Giuliano Vigini, Glossario di biblioteconomia e scienza dell'informazione, Milano, Editrice Bibliografica, 1985.

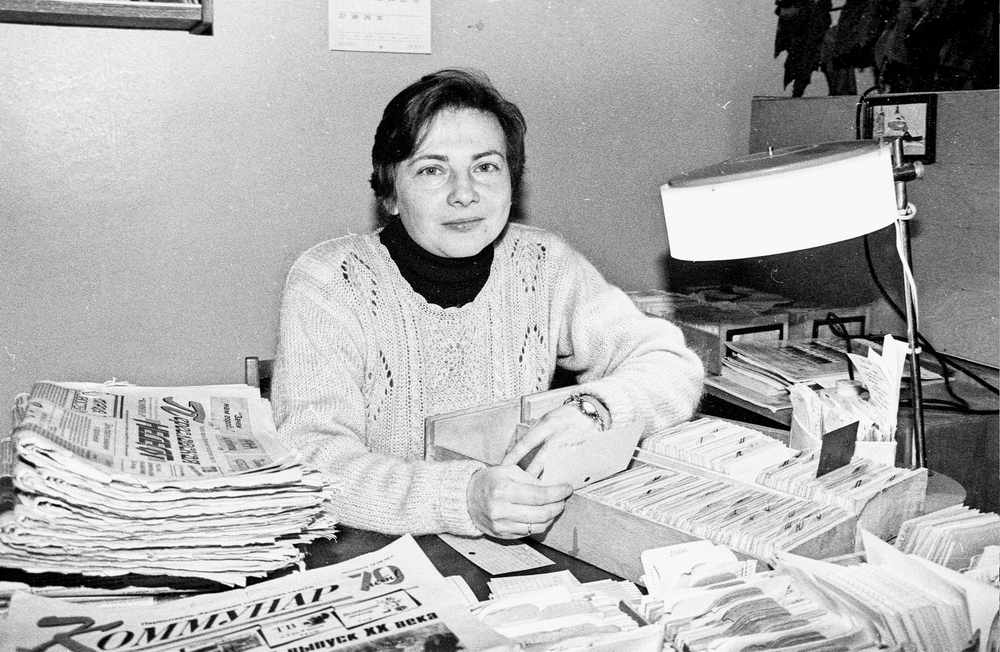
Una bibliotecaria russa intenta alla catalogazione

- Bibliografia corrente: concerne tutte le novità, per quanto riguarda sia i libri sia le riviste;
- Bibliografia retrospettiva: raccoglie tutto quello che è stato pubblicato in un arco di tempo definito, antecedente l'annata o le annate coperte dalla bibliografia corrente;
- Bibliografia personale: elenco di opere e pubblicazioni di e/o su un determinato autore, di carattere generale oppure limitate ad un arco di tempo specifico;
- Bibliografia scelta: selezione della letteratura disponibile di e/o su un determinato autore, allo scopo di presentare le pubblicazioni più qualificate a illustrarne la vita e l'opera;
- Bibliografia specializzata o tematica: elenco di libri e documenti che riguardano una determinata disciplina, per esempio la letteratura classica[8], la medicina[9], eccetera, oppure un determinato soggetto, per esempio le opere anonime[10][11], quelle su Dante[12], o sui romanzi cavallereschi[13], o gli incunaboli[14], etc.;
- Bibliografia generale: elenco di pubblicazioni che trattano ogni genere di argomenti. Fra le bibliografie generali sono incluse anche le Bibliografie nazionali in quanto, sebbene limitate da criteri di tipo linguistico o politico, riguardano tutta la produzione libraria di una nazione, indipendentemente dal soggetto o dalle discipline. Le bibliografie nazionali sono distinte in:
  - Bibliografie nazionali correnti: registrano le pubblicazioni contemporanee; per es., per l'Italia, la Bibliografia nazionale italiana (BNI) edita dalla Biblioteca Nazionale Centrale di Firenze dal 1958[15];
  - Bibliografie nazionali retrospettive: registrano le pubblicazioni di un periodo passato, più o meno remoto, rispetto al periodo della compilazione dell'elenco. Esempio di bibliografia nazionale retrospettiva, per l'Italia, è il Catalogo generale della libreria italiana, compilato per gli anni dal 1847 al 1899 da Attilio Pagliani per conto dell'Associazione tipografico-libraria italiana, con quattro supplementi per gli anni dal 1900 al 1940 (il terzo e il quarto compilati da Arrigo Plinio Pagliaini), e diviso per autori e per materie o soggetti.
- Bibliografia di bibliografie, elenco riportante opere di bibliografia, dove un ricercatore può trovare indicazioni sull'esistenza di un repertorio bibliografico sul determinato soggetto di interesse. Ne sono esempi noti i repertori degli italiani Branca[16], Ottino e Fumagalli[17], del tedesco Petzholdt[18], del francese Stein[19] dell'inglese di origine polacca Besterman[20].

## La citazione bibliografica
La citazione, bibliograficamente intesa, è il riferimento di un libro stampato, fornendone gli elementi essenziali, normalmente ricavati dal frontespizio, utili alla sua identificazione, che sono in ordine fisso: l'autore, il titolo e le note tipografiche. Essa non va confusa con la citazione testuale, cui anzi si aggiunge come menzione doverosa dell'autore e dell'opera citati.
Nella tradizione americana e anglosassone, che va diffondendosi anche in Italia, all'interno del testo la citazione bibliografica avviene in maniera abbreviata, col sistema autore-anno (ad es., Valesio 1983), rimandando in nota a piè di pagina o in fondo al capitolo o al volume il riferimento completo (Paolo Valesio, Il regno doloroso, Milano, Spirali edizioni, 1983).
La citazione bibliografica può essere il primo passo della descrizione di un libro in una scheda dettagliata, comprendente anche indicazioni ulteriori come le note bibliografiche (intese come descrizione fisica del libro) relative all'edizione, nonché la localizzazione degli esemplari.